# Wilsoniella crispidens
Wilsoniella crispidens là một loài rêu trong họ Ditrichaceae. Loài này được Müll. Hal. ex Broth. mô tả khoa học đầu tiên năm 1897.